# ФК Конкордија Киажна
Фудбалски клуб Конкордија Киажна (рум. Clubul Sportiv Concordia Chiajna), скраћено Конкордија Киажна, румунски је професионални фудбалски клуб из Киажне. Игра у Друој лиги Румуније.
Основан 1957. године, највећи успех остварује у између 2011. и 2019. када је осам пута играо у Првој лиги Румуније. Био је другопласирани клуб у кратктрајној Лиги куп.

## Играчи
Ажурирано 22. октобра 2022.
| Бр. |           | Позиција | Играч                                            |
| --- | --------- | -------- | ------------------------------------------------ |
| 1   | Француска | Г        | Томас Шесно                                      |
| 2   | Румунија  | О        | Раду Симион                                      |
| 3   | Румунија  | О        | Леонард Александреску                            |
| 4   | Румунија  | О        | Александру Станика                               |
| 5   | Румунија  | С        | Ђовани Гимгуш                                    |
| 6   | Румунија  | О        | Раул Палмеш (капитен)                            |
| 7   | Албанија  | Н        | Аздрен Лулаку                                    |
| 8   | Румунија  | С        | Пол Пацурка                                      |
| 9   | Румунија  | Н        | Алберт Војна                                     |
| 11  | Румунија  | С        | Михај Константинеску (на позајмици из Петролула) |
| 12  | Словачка  | Г        | Мартин Худи                                      |
| 15  | Румунија  | С        | Андреас Бурчеа                                   |
| 17  | Данска    | С        | Семи Шките                                       |
| 18  | Пољска    | С        | Адријан Черпка                                   |

| Бр. |           | Позиција | Играч                                       |
| --- | --------- | -------- | ------------------------------------------- |
| 19  | Румунија  | Н        | Адријан Војку                               |
| 20  | Румунија  | С        | Клаудију Негои (на позајмици из Про спорта) |
| 21  | Румунија  | С        | Влад Михалча                                |
| 22  | Румунија  | С        | Георге Калинтару                            |
| 23  | Хрватска  | О        | Лука Марић                                  |
| 24  | Румунија  | Н        | Раул Русеску                                |
| 25  | Молдавија | С        | Евгени Оанча                                |
| 27  | Сенегал   | Н        | Медиоп Ндиаје                               |
| 28  | Румунија  | С        | Дорин Кодреа                                |
| 30  | Румунија  | С        | Роберт Мустаке (на позајмици из Фарула)     |
| 31  | Румунија  | О        | Јонуц Катрина                               |
| 80  | Румунија  | О        | Сорин Бушу                                  |
| 99  | Румунија  | Г        | Алекс Дута                                  |